# Schönhausen (Szász-Anhalt)
Schönhausen település Németországban, Szász-Anhalt tartományban, Standal járásban található. Egy több faluból álló község (Verbandsgemeinde), az Elbe-Havel-Land központja.

## Földrajz
Az Elba partján, egy végmoréna magaslatán épült, 70 kilométerre van Magdeburgtól.

## Története
A települést Havelberg püspökei alapították, akik egy román stílusú templomot is építtettek 1212-ben. A reformáció után a Bismarck család birtokába került. A harmincéves háborúban a svéd csapatok feldúlták. A Bismarck család két barokk kastélyt is építtetett a településen, az egyikben született Otto von Bismarck, de később a család pomerániai birtokán nőtt fel.
A második világháború után a terület a szovjet zónába került. A kastélyt lebontották, csak egy melléképülete maradt fenn. Ebben van ma a Hausener Bismarck Múzeum.

## Testvérvárosai
- Kirchlinteln, Németország

## Híres személyek
- Otto von Bismarck (1815–1898),az első német kancellár
- Otto Christian Archibald von Bismarck  (1897–1975), politikus és diplomata
- Annett Louisan (1977 Havelberg), énekesnő, Schönhausenben nőtt fel.

## Fordítás
- Ez a szócikk részben vagy egészben a Schönhausen című angol Wikipédia-szócikk ezen változatának fordításán alapul.  Az eredeti cikk szerkesztőit annak laptörténete sorolja fel. Ez a jelzés csupán a megfogalmazás eredetét és a szerzői jogokat jelzi, nem szolgál a cikkben szereplő információk forrásmegjelöléseként.